# Küchenchef
Als Küchenchef oder Chefkoch (französisch Maître de Cuisine bzw. Chef de Cuisine) bezeichnet man den Koch, der in (gehobenen) Küchenbetrieben durch Leitung der Küchenbrigade den operativen Küchenbetrieb sicherstellt.

## Allgemeines
Ein Küchenchef hat umfangreiches Gastronomiewissen, das er sich über viele Jahre und Berufsstationen erworben hat, zum Beispiel durch eine Weiterbildung zum Küchenmeister. Je nach Größe des gastronomischen Betriebs ist ein Küchendirektor der Vorgesetzte des Küchenchefs. In Betrieben mit mehreren Küchen und einer großen Gästekapazität kümmert sich der Küchendirektor um die Koordination der Mitarbeiter, den Einkauf und die Hygiene. Zu den Aufgaben des Küchenchefs zählen zum Beispiel:
- Anleitung der Mitarbeiter in allen küchenfachlichen Fragestellungen
- Ansage der Tisch- und Speisenfolgen (annoncieren)
- Ausbildung der Lehrlinge
- Personaleinsatzplanung (Schichtbetrieb, Ausfallplanung)
- Speisekartengestaltung (Tageskarte, reguläre Karte)
- Wareneinkauf

## Mitarbeiter
Dem Küchenchef ist die Küchenbrigade unterstellt:  
- Souschef, auch Executive Souschef; Stellvertreter
- Junior-Souschef
- Chef Tournant (Chef de Partie mit universellem Einsatzbereich), der dem
- Chef de Partie (Postenchef) gleichgestellt ist
- Demichef de Partie (Stellvertretender Postenchef)
- Commis de Cuisine (Jungkoch) darunter:
  - L’apprenti de la Cuisine (Auszubildender des jeweiligen Lehrjahres)
- Hilfskräfte (Tellerwäscher, Küchenhelfer)